# 斯洛比德卡 (梅納區)
51°29′50″N 32°24′2″E / 51.49722°N 32.40056°E
斯洛比德卡（烏克蘭語：Слобідка）是位於烏克蘭北部切爾尼戈夫州裏科留基夫卡區的村莊，始建於1650年，面積2.5平方公里，海拔高度118米，人口400，人口密度每平方公里249.2人。